# 김향란
김향란(1981년 12월 31일~)은 대한민국의
전 배구 선수이다. 흥국생명 핑크스파이더스 경력이 있다.

## 학력
- 경남여자고등학교

## 같이 보기
- 김주성 (오빠)